# Oxira tincta
Oxira tincta är en fjärilsart som beskrevs av John Henry Leech 1900. Oxira tincta ingår i släktet Oxira och familjen nattflyn. Inga underarter finns listade i Catalogue of Life.